# Castello di Cancellara
Das Castello di Cancellara ist eine Höhenburg in der Gemeinde Cancellara in der italienischen Region Basilikata, Provinz Potenza, und die Landmarke des kleinen Dorfes. Seit 2014 ist sie der Sitz der Sektion Basilikata des Istituto Italiano dei Castelli.

## Geschichte
Aus dem 15. Jahrhundert stammt das erste Dokument, in dem die Burg von Cancellara explizit erwähnt ist: In dieser Zeit gehörte das Lehen Ferdinand I. von Neapel, der Ferrante genannt wurde, und dessen Sohn Friedrich I. von Neapel; es wurde von ihnen „cum castro, seu fortitium“ (dt.: mit Burg oder Festung) an die Familie Sambiase oder Sanbasile verkauft.
Vor dieser Zeit bezeugen einige Dokumente die Existenz des Lehens und der Siedlung Cancellara, aber ohne explizite Erwähnung der Burg: Der Baron Eustachio Santoro war 1198 der Eigentümer; in staufischer Zeit war die Einwohner von Cancellara, zusammen mit anderen, zur Unterhaltung der Burg von Acerenza angehalten; 1272 verlehnte König Karl I. von Neapel das Lehen an die De Beaumonts.
Nach den Sanbasiles wechselte das „Castrum Cancellarie“ noch mehrmals den Besitzer, sei es durch Verkauf oder durch Schenkung. Unter den Eigentümerfamilien waren die D’Afflittos die Caracciolos, die Carafas und die Orsinis. 1604 gehörte die Burg Marino Caracciolo und seiner Gattin Ippolita Pappacoda, im Inneren, in der „Camera Nuova“ (dt.: neues Zimmer) die Spendenurkunde der Kirche Dell’Annunziata und der umliegenden Territorien an die Franziskaner ausfertigten, damit diese dort ein Kloster gründeten. Das ruinöse Erdbeben von 1694 beschädigte die Burg so stark, dass sie zu einer Ruine wurde. 1806 wurde sie teilweise als Gefängnis benutzt und wurde zum Schauplatz einer gewagten Flucht; in den folgenden Jahrzehnten litt die Festung unter Erdrutschen, Überschwemmungen und Erdbeben. 1820 wurde die Burg als „in großen Teilen einstürzend“ beschrieben und die Familie des Barons Riccardo Candido, der gerade verstorben war, ließ sie versteigern. Don Giambattista Ianniello kaufte sie und seine Erben wohnten darin, bis die verschiedenen Besitzer sie aufgeben mussten und sie der Gemeinde überließen, da sie seit 1982 an das Gesetz Nr. 1089 vom 1. Juni 1939 gebunden ist.

## Beschreibung
Die Burg, die aus Kalkstein erbaut ist, hat drei Stockwerke und besteht aus verschiedenen Baukörpern, die um zwei Innenhöfe herum angeordnet sind. Die Struktur der Mauern unterscheidet sich je nach Bauzeit: Die ältesten Teile sind aus unregelmäßig geformten Steinen errichtet, stattdessen wurden grob behauene Quader und gemischtes Mauerwerk aus Kieselsteinen und Steinen oder eher quadratischen Blöcken für die nachfolgenden Anbauten verwendet. In der Burg sind noch die für mittelalterliche Festungen typischen, architektonischen Elemente erhalten, die entsprechend den sozialen Veränderungen und Wohnbedürfnissen änderten. An den ursprünglichen, großen Turm, der vermutlich von den Normannen im 15. Jahrhundert errichtet wurde, schließt sich die Burg oder Residenz des Burgherrn an, die später, zwischen dem 16. und dem 18. Jahrhundert verändert wurde, zuerst in einen Adelspalast, dann aufgeteilt wurde und schließlich, im 19. und 20. Jahrhundert, in ein Gefängnis, eine Schule und ein privates Wohngebäude.
Die Nordansicht zeigt noch einiges vom ursprünglichen Verteidigungscharakter, wie den Bergfried, die angeschrägten Mauern, die Schießscharten, den halbrunden Turm und den Wehrgang. In der Nähe des rechteckigen Turms liegt der Haupteingang, ein Portal, an dem wichtige architektonische Details erhalten sind (z. B. kleine Bögen und Steinkonsolen, auf denen sich der Wehrgang und die Zinnen abstützten) und das zum Innenhof und zur Zugangstreppe zeigt. Dort liegen die Räume für die Adligen, die Stallungen und der Innenhof, von dem aus man in alle Räume gelangt, vom Souterrain bis zu den Türmen, vom Wehrgang bis zur Kapelle. Letztere ist die „Camera Nuova“ aus der Schenkungsurkunde an die Franziskaner, ein Baukörper, der in den letzten Jahren des 16. Jahrhunderts auf der Westseite angebaut wurde. Die Südfassade dagegen zeigt deutlich die Umbauten in einen Adelspalast im 17. Jahrhundert: Breite Fenster an der Fassade zusammen mit einer großen Bogenöffnung, die Brückenöffnungen und das Taubenhaus. Häufige Erdrutsche entlang des Südhangs des Berghügels machten es unverzichtbar, eine Stützmauer zu errichten, die etwa 40 Meter hoch und in drei Stufen gegliedert ist und seit den ersten Jahrzehnten des 20. Jahrhunderts den größten Teil der Festung gegen das kleine, historische Zentrum abgrenzt.
Das Erdbeben von 1930 verursachte den Einsturz des obersten Stockwerkes des normannischen Turms (vermutlich wegen des Baus eines Balkones zwei Jahre zuvor), der kürzlich im Zuge der Restaurierungsarbeiten rekonstruiert wurde, wie es im ursprünglichen Projekt vorgesehen war; dieses Projekt sieht auch die Rekonstruktion eines Teils des oberen Stockwerks des Palastes vor, das beim Erdbeben in der Irpinia 1980 zerstört wurde.

## Legenden
Die wichtigsten Legenden, die mündlich überliefert wurden, sind:
- Henne mit goldenen Küken (Zahl nicht bekannt), versteckt in einem der Räume der Burg und nie gefunden. Dieses Motiv wird weithin von den Langobarden gebraucht (siehe auch ‚‘Henne mit den Küken‘‘ von Theudelinde, ein wunderbares Werk langobardischer Goldschmiede, bestehend aus genau diesen Elementen, der Henne und den Küken).
- Fluchttunnel bis zur Fiumara di Cancellara, weiter unten im Tal. Der Eingang zum Tunnel wird von der Bevölkerung an zwei Stellen vermutet, insbesondere im Inneren der Burg.
- Die Burg hat 365 Zimmer. Jemand hat versucht sie zu zählen, aber ohne diese Zahl je zu erreichen.
- Munacidd: „Geh nicht dorthin, dort ist u Munacidd!“, ein klassisches Schreckgespenst für die Kinder. Die Mutigsten von ihnen hatten Pläne, sich ihm zu nähern und ihn zu sehen, stark darin, zu begreifen, dass seine Natur nach der Beschreibung der Erwachsenen eher spöttisch als böse ist. Für einige ist seine Anwesenheit mit dem Brunnen der Zisterne verbunden, vermutlich, um sie davon abzuhalten, sich einem potentiell gefährlichen, aber nicht geschützten, Ort zu nähern.

## Bemerkenswertes
Der Großteil der Burg und die Klippe, auf der sie erbaut wurde, sind auf einem Fresko einer Ansicht von Cancellara gut zu erkennen, das im Salon der Wappen des Bischofs von Matera erhalten ist.
Es wurde eine Dokumentation über das Castello di Cancellara erstellt, die auf die Erinnerung der Leute in der Gemeinde Cancellara konzentriert und mit dieser verbunden ist; sie trägt den Titel „Ricordi di Pietra“.

## Zugänglichkeit
Teilweise ist die Burg auch mit Rollstuhl zugänglich.